# 朱賓瀚

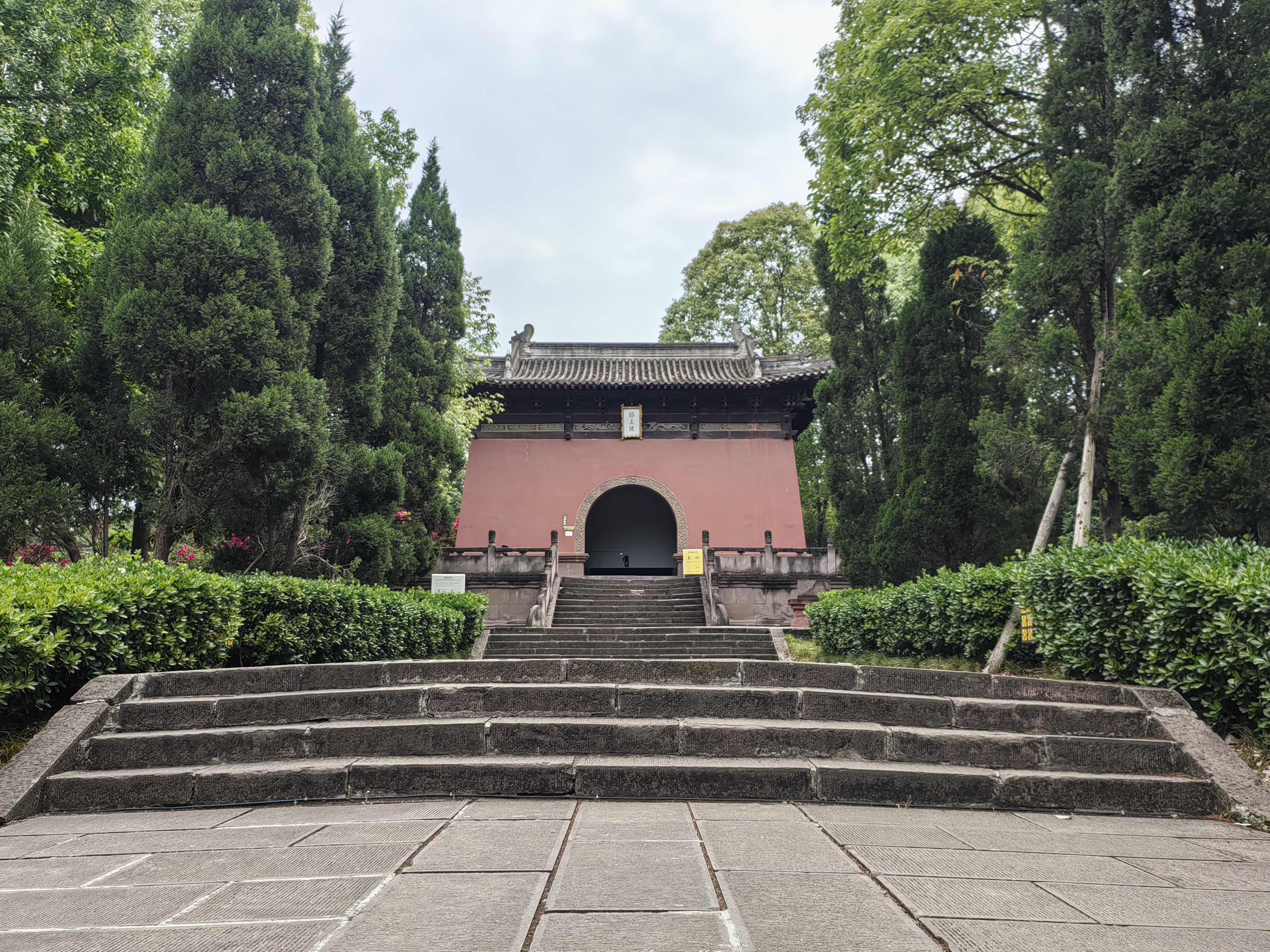
明蜀王陵中的蜀昭王陵

蜀昭王朱賓瀚（1480年11月28日—1506年2月3日），明朝第八代蜀王，惠王朱申鑿嫡第一子，母妃梁氏。

## 生平
成化十九年（1483年）三月十一日，明憲宗賜名賓瀚。弘治四年（1491年）十二月封蜀王世子。弘治七年（1494年）十二月襲封蜀王。他在位十四年。正德元年（1506年）朱賓瀚去世，朝廷賜諡號昭。正德四年（1509年）其子成王朱讓栩嗣位。
妃劉氏為百戶劉明次女，弘治九年（1496年）十一月二十二日成婚，正德十六年（1521年）逝世，与朱賓瀚合葬于蜀昭王陵，其墓葬在明末曾被张献忠及其部众破坏，后于1991年出土。